# تحليل الخطر
تحليل الخطر (بالإنجليزية: Hazard analysis)‏ يستخدم كخطوة أولى في العملية المستخدمة لتقييم المخاطر. نتيجة تحليل المخاطر هي تحديد أنواع مختلفة من المخاطر. الخطر هو حالة محتملة وهو موجود أم لا (الاحتمال 1 أو 0). قد يكون في وجود واحد أو بالاشتراك مع مخاطر أخرى (تسمى أحيانًا الأحداث) وتصبح الظروف فشلًا وظيفيًا حقيقيًا أو حادثًا (الحادثة). الطريقة التي يحدث بها هذا بالضبط في تسلسل معين تسمى سيناريو. هذا السيناريو له احتمالية حدوث (بين 1 و 0). غالبًا ما يحتوي النظام على العديد من سيناريوهات الفشل المحتملة. كما يتم تعيين تصنيف بناءً على أسوأ حالة حالة نهائية. الخطر هو مزيج من الاحتمالية والشدة. يمكن تقديم مستويات المخاطر الأولية في تحليل المخاطر. يتم تحديد المصادقة والتنبؤ الأكثر دقة (التحقق) وقبول المخاطر في تقييم المخاطر (التحليل). الهدف الرئيسي لكليهما هو توفير أفضل اختيار لوسائل التحكم أو القضاء على المخاطر. يُستخدم المصطلح في العديد من التخصصات الهندسية، بما في ذلك إلكترونيات الطيران، وهندسة العمليات، والهندسة الوقائية، وهندسة الوثوقية، وسلامة الأغذية.

## تعريفات الخطورة - أمثلة متعلقة بالسلامة
- مجال إلكترونيات الطيران

| خطورة              | تعريف |
| ------------------ | --- |
| كارثي              | يؤدي إلى وفيات متعددة و / أو فقدان النظام |
| خطير               | يقلل من قدرة النظام أو قدرة المشغل على التعامل مع الظروف المعاكسة إلى الحد الذي قد يكون هناك: - انخفاض كبير في هامش الأمان أو القدرة الوظيفية - ضغوط جسدية على الطاقم / عبء العمل المفرط بحيث لا يمكن الاعتماد على المشغلين لأداء المهام المطلوبة بدقة أو بشكل كامل - إصابة خطيرة أو مميتة لعدد صغير من ركاب الطائرات (باستثناء المشغلين) - إصابة قاتلة للعاملين على الأرض و / أو عامة الناس |
| رئيسي              | يقلل من قدرة النظام أو المشغلين على التعامل مع ظروف التشغيل المعاكسة إلى الحد الذي سيكون هناك: - انخفاض كبير في هامش الأمان أو القدرة الوظيفية - زيادة كبيرة في عبء عمل المشغل - الظروف تضعف كفاءة المشغل أو تسبب ازعاجًا كبيرًا - ضائقة جسدية لركاب الطائرات (باستثناء المشغل) بما في ذلك الإصابات - مرض مهني كبير و / أو ضرر بيئي كبير، و / أو أضرار جسيمة في الممتلكات                      |
| ثانوي              | لا يقلل بشكل كبير من سلامة النظام. الإجراءات المطلوبة من قبل المشغلين هي في حدود قدراتهم. يشمل: - انخفاض طفيف في هامش الأمان أو القدرات الوظيفية - زيادة طفيفة في عبء العمل مثل تغييرات خطة الرحلة الروتينية - بعض الانزعاج الجسدي للركاب أو الطائرات (باستثناء المشغلين) - مرض مهني بسيط و / أو أضرار بيئية طفيفة و / أو أضرار طفيفة للممتلكات                                              |
| لا يوجد تأثير أمان | ليس له تأثير على السلامة |

- مجال الأجهزة الطبية

| خطورة | تعريف                                                  |
| ----- | ------------------------------------------------------ |
| كارثي | يؤدي إلى الموت                                         |
| حرج   | يؤدي إلى إعاقة دائمة أو إصابة مهددة للحياة             |
| جدي   | ينتج عنه إصابة أو ضعف يتطلب تدخلًا طبيًا متخصصًا          |
| ثانوي | ينتج عنه إصابة مؤقتة أو ضعف لا يتطلب تدخلًا طبيًا متخصصًا |
| ضئيل  | يؤدي إلى إزعاج أو إزعاج مؤقت                           |

## أمثلة احتمالية الحدوث
- مجال إلكترونيات الطيران

| احتمالية                  | تعريف |
| ------------------------- | --- |
| محتمل                     | - النوعي: من المتوقع أن يحدث مرة واحدة أو أكثر خلال فترة النظام / العمر التشغيلي لعنصر ما. - الكمي: احتمالية الحدوث لكل ساعة تشغيل أكبر من {\displaystyle 1\times 10^{-5}}                                                              |
| بعيد                      | - النوعي: من غير المحتمل أن تحدث لكل عنصر خلال عمره الإجمالي. قد تحدث عدة مرات في عمر نظام أو أسطول بأكمله. - الكمي: احتمالية الحدوث لكل ساعة تشغيل أقل من {\displaystyle 1\times 10^{-5}} ولكن أكبر من {\displaystyle 1\times 10^{-7}} |
| بعيد للغاية               | - النوعى: لا يتوقع أن يحدث لكل عنصر خلال عمره الإجمالى. قد تحدث عدة مرات في عمر نظام بأكمله. - الكمي: احتمالية الحدوث لكل ساعة تشغيل أقل من {\displaystyle 1\times 10^{-7}} ولكن أكبر من {\displaystyle 1\times 10^{-9}}                |
| بعيد الاحتمال على الإطلاق | - النوعي: من غير المحتمل أن يحدث ذلك خلال العمر التشغيلي الكامل لنظام بأكمله. - الكمي: احتمالية الحدوث لكل ساعة تشغيل أقل من {\displaystyle 1\times 10^{-9}}                                                                            |

- مجال الأجهزة الطبية

| احتمالية    | تعريف           |
| ----------- | --------------- |
| متكرر       | ≥ 10−3          |
| محتمل       | < 10−3 و ≥ 10−4 |
| من حين لآخر | < 10−4 و ≥ 10−5 |
| بعيد        | < 10−5 و ≥ 10−6 |
| غير محتمل   | < 10−6          |